# Književnost u 1981.
◄◄ | ◄ | 1978. | 1979. | 1980. | 1981.  | 1982. | 1983. | 1984. | ► | ►►
Arhitektura • Astronautika • Astronomija • Biologija • Film • Fotografija • Glazba • Kazalište • Kemija • Kiparstvo • Knjige • Književnost • Kršćanstvo • Meteorologija • Medicina • Planinarstvo • Politika • Pravo • Promet • Slikarstvo • Strip • Šport • Televizija • Znanost • Zrakoplovstvo • Željeznički promet
Književnost u 1981.

## Svijet

### Nagrade i priznanja
- Nobelova nagrada za književnost:

### Smrti
- 18. svibnja – William Saroyan, američki književnik (* 1908.)

## Hrvatska i u Hrvata

### Smrti
- 29. prosinca – Miroslav Krleža, hrvatski književnik i enciklopedist (* 1893.)

## Vanjske poveznice
|  | Zajednički poslužitelj ima još gradiva o temi Književnost u 1981. |